# Primul contact (științifico-fantastic)

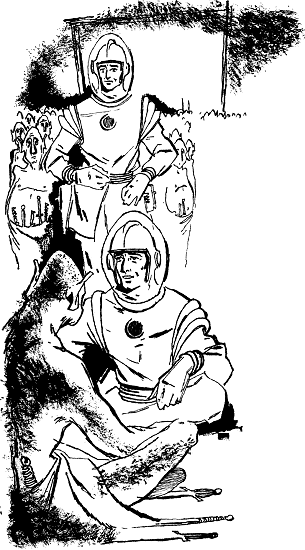
Reprezentare artistică a unui prim contact între extratereștri și oameni.

Primul contact este o temă comună în științifico-fantastic despre prima întâlnire dintre oameni și viața extraterestră sau despre prima întâlnire a oricărei specii simțitoare cu alta, acestea provenind de pe planete diferite sau sateliți naturali diferiți. Tema permite scriitorilor să exploreze subiecte ca xenofobia, transcendentalismul și lingvistica de bază prin adaptarea subiectului antropologic al primului contact la culturile extraterestre.

## Prezentare generală
Murray Leinster în nuveleta sa din 1945 "Primul contact (First Contact)" a stabilit termenul de "primul contact" în științifico-fantastic,  cu toate că tema a apărut mai devreme. Rădăcinile sale ajung în narațiunile coloniale din perioada marilor descoperiri. 
Dintre numeroasele variante ale acestei teme, cele mai folosite ar fi întâlnirea interstelară efectivă a două civilizații și cea a „mesajului din spațiu”.

## Exemple notabile
Anii 1890:

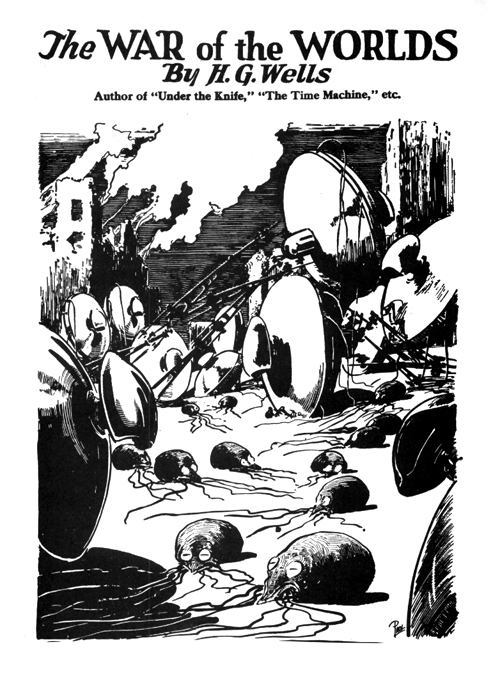
Un exemplu timpuriu al temei, în Războiul lumilor roman de H. G. Wells

- 1897: Războiul lumilor de H. G. Wells

Anii 1900:
- 1901: Primii oameni în Lună de H. G. Wells

Anii 1940:
- Anii 1940: În nuveleta „Marionetele” de Fredric Brown, o ființă evident extraterestră care negociază cu oamenii este de fapt cu totul altceva.
- 1945: „Primul contact” de Murray Leinster

Anii 1950:
- Anii 1950: o serie clasică de povestiri care utilizează această temă este seria „comerciant interstelar” ("interstellar trader") a lui Andre Norton.

Anii 1960:
- Anii 1960: A de la Andromeda
- Anii 1960: Primul născut asemănător unui zeu din seria lui Arthur C. Clarke A Time Odyssey (Odiseea timpului)
- Anii 1960: franciza de televiziune Star Trek a explorat tema în profunzime și a introdus conceptul de primă directivă a Federației  — o lege care interzice primul contact (sau interferențe ascunse) cu orice rasă care nu este suficient de avansată pentru o astfel de întâlnire (necivilizată sau incapabilă de călătorii interstelare). Filmul Star Trek: Primul contact descrie primul contact al omenirii cu o cultură extraterestră, rasa Vulcan, contac care are loc în Bozeman, Montana, la 5 aprilie 2063, după ce atenția lor este atrasă de omul de știință Zefram Cochrane care efectuează primul zbor warp al umanității. Episodul Star Trek: Generația următoare „Primul contact” a explorat scenariul din punctul de vedere opus când un om, William Riker, este rănit într-o lume extraterestră în timp ce este deghizat ca un locuitor al civilizației planetei (care nu avea cunoștințe anterioare despre extratereștri) .
- 1961: Solaris (roman) [2]
  - O temă majoră din mai multe lucrări ale lui Stanisław Lem, cea mai faimoasă fiind Solaris (în timp ce cea mai amănunțită examinare a sa poate fi găsită în Glasul Domnului), este imposibilitatea inerentă a comunicării semnificative cu rasele extraterestre.
- 1968: Glasul Domnului (roman)

Anii 1970:
- 1972: Romanul Zeii înșiși a lui Isaac Asimov explorează simultan unitatea potențială a tuturor raselor și posibilitatea conflictului inerent tuturor primelor contacte: chiar dacă membrii diferitelor rase se înțeleg, căile lor disparate pot pune în pericol ambele lumi, chiar și țesătura universurilor lor. Această diferență dintre indivizi și societățile lor este caracteristică intrigii primului contact din E.T. Extraterestrul. Alte explorări ale temei în cultura populară includ întâlniri cu rase prădătoare sau semi-simțitoare ca în Alien și în Ziua Independenței .
- Romanul Lumea Pay de Larry Niven și Jerry Pournelle a fost scris pentru a fi, în cuvintele lui Niven, „sumarul romanelor despre primul contact”. Aici umanitatea este cea care vizitează extratereștri, pe măsură ce sunt explorate implicațiile religioase, tehnologice, politice, psihologice, militare, culturale și biologice ale primului contact.
- 1978: Viața pe altă planetă  (Life On Another Planet, cunoscut și ca Signal from Space) - roman grafic al lui Will Eisner
- 1977: Întâlnire de gradul trei
  - Tema primului contact, variind de la colaborarea prietenoasă la amenințare sau conflict, a apărut într-o serie de filme și seriale de televiziune. Printre cele mai faimoase se numără filmul lui Steven Spielberg Întâlnire de gradul trei și seria de televiziune V.
- 1979: Alien

Anii 1980:
- Versiuni mai moderne, în care primul contact se face prin radiotelescop mai degrabă decât cu nave spațiale, includ romanele The Hercules Text de Jack McDevitt, Life on Another Planet de Will Eisner și Contact de Carl Sagan .

- Anii 1980: În schimb, în lucrările lui Iain M. Banks, divizia Contact a civilizației galactice care se numește Cultura (care apare în majoritatea lucrărilor sale SF) manipulează frecvent civilizații mai puțin avansate, dirijându-le spre un progres pașnic, în special pe cele care pot deveni agresive sau periculoase, sub pretextul menținerii echilibrului puterii galactice; o excepție notabilă fiind în povestirea The State of the Art, în care Cultura decide să nu contacteze Pământul, astfel încât să-l poată folosi ca un control împotriva căruia își pot măsura manipulările asupra altor societăți. Romane precum Jucătorul total și Look to Windward se adâncesc în psihologia primului contact inter-specii într-o profunzime considerabilă.
- Anii 1980: Gary Larson  a folosit ocazional o versiune plină de umor a temei în benzile desenate ale sale The Far Side, ca de exemplu un extraterestru care cade pe treptele unei farfurii zburătoare, distrugând astfel o apariție dramatică.
- 1980: The Orion Loop (Petlya Oriona), film sovietic co-scris de cosmonautul Alexei Leonov
- 1982: E.T. Extraterestrul
- 1982: Nor Crystal Tears
  - De asemenea,  romanul Nor Crystal Tears de Alan Dean Foster este scris din punctul de vedere al extraterestrului.
- 1983: V
- 1985: Contact de Carl Sagan .
- 1985: Schismatrix
- 1986: Textul lui Hercule de Jack McDevitt.
- 1987: Fiasco de Stanisław Lem
- 1987: The Forge of God de Greg Bear.

Anii 1990:
- Anii 1990: Exemple de neînțelegere reciprocă și decalaje potențial de netrecut între rase care - prin însăși firea lor - sunt prea diferite pentru a colabora sau chiar pentru a se accepta, includ Xeelee Sequence de Stephen Baxter (conceptul păsărilor fotino din materie întunecată), primul-născut asemănător unui zeu din seria lui Arthur C. Clarke A Time Odyssey (Odiseea timpului) și planeta Solaris a lui  Stanisław Lem precum și evenimentele din romanul Fiasco. În alte cazuri, cum ar fi The Forge of God sau Anvil of Stars  de Greg Bear sau Schismatrix  de Bruce Sterling, extratereștrii sunt prezentați ca aparținând unui spectru extrem de divers, unii relaționând ușor cu oamenii, alții prea străini pentru o comunicare semnificativă.
- 1993: Anvil of Stars (Nicovala Stelelor)
- 1996: Ziua Independenței
- 1997: Contact
- 1998: Povestea vieții tale (Story of Your Life) de Ted Chiang, ecranizat ca Primul contact (Arrival) în 2016

Anii 2000:
- 2006: Blindsight de Peter Watts
- 2007: Halo: Contact Harvest
  - În romanul Halo: Contact Harvest, primul contact al umanității cu extratereștrii are loc într-o colonie agricolă umană, unde o întâlnire pașnică inițială  cu o alianță extraterestră cunoscută sub numele de Covenant (Legământul) devine violent, rezultând în cele din urmă un război de 27 de ani.
- 2007: Mass Effect
  - Povestea din fundal din seria Mass Effect prezintă Războiul Primului Contact (First Contact War), cauzat de o patrulă militară extraterestră care a observat o navă umană, care încălca, fără să știe, convențiile la nivelul întregii galaxii, astfel a atacat și a ocupat o colonie aparent slab apărată, doar pentru a afla despre priceperea militară a omenirii într-un contraatac rapid al acestora. Conflictul a fost rapid înăbușit de comunitatea galactică, dar reputația și amărăciunea persistă în timpul evenimentelor din joc.[3]
- 2016: Primul Contact, adaptare cinematografică a nuvelei Povestea vieții tale (Story of Your Life) de Ted Chiang

## Vezi si
- Teoria astronautului antic - Ipoteză pseudoștiințifică care afirmă că ființe extraterestre inteligente au vizitat Pământul
- Primul contact (antropologie) - Prima întâlnire a două culturi care anterior nu se cunoșteau una de alta
- Impactul potențial al contactului cu o civilizație extraterestră
- Search for extraterrestrial intelligence – un efort uman de a găsi civilizații care nu provin de pe Pământ